# Torneo Nacional de Asociaciones 2018
El Torneo Nacional de Asociaciones de 2018 fue la tercera edición del torneo de rugby que enfrentó a equipos representantes de las principales asociaciones regionales de Chile.

## Desarrollo

### Primera fase
| 13 de octubre de 2018 | Curicó | 6 - 57 | Santiago |  |  |

| 6 de octubre de 2018 | Antofagasta | 55 - 6 | Arica |  |  |

### Semifinales
| 20 de octubre de 2018 | Santiago | 36 - 28 | Antofagasta |  |  |

| 28 de octubre de 2018 | Valparaíso | Walkover | Concepción |  |  |

### Final
| 17 de noviembre de 2018 | Santiago | 31 - 13 | Valparaíso |  |  |

| Bandera de Chile |
| Campeón Santiago |
| Segundo título   |